# Gruppo Triboldi Basket 2009-2010

## Verdetti stagionali
- Serie A:

stagione regolare: 13º posto su 15 squadre (10-18)

## Stagione
La stagione 2009-2010 della Guerino Vanoli Basket, sponsorizzata Vanoli, è la 1ª in Serie A.
Dopo la promozione in serie A entrano in società alcuni dirigenti della Juvi Cremona che cede il titolo di Serie A Dilettanti a Brescia. Inoltre la sede del club viene trasferita da Soresina a Cremona. Il Gruppo Triboldi Basket affronta quindi la sua prima stagione in massima serie con il nome di Vanoli Cremona. In estate viene anche ampliato e ammodernato il Palasport Cà de Somenzi, che prende il nome di PalaRadi in onore di Mario Radi, bandiera del basket cremonese. La nuova capienza è di 3519 spettatori.
All'inizio della nuova stagione la Lega Basket decise di modificare il regolamento riguardo al numero di giocatori stranieri da schierare contemporaneamente in campo. Si potevano iscrivere a referto 6 giocatori stranieri di cui massimo 3 non appartenenti a Paesi appartenenti alla FIBA Europe.
La costruzione del roster per la stagione 2009-10 è affidata a coach Stefano Cioppi, alla sua terza stagione sulla panchina cremonese, e al team manager Ario Costa. Si parte confermando i protagonisti della promozione: la guardia americana Troy Bell, il centro italiano Marco Cusin, il capitano Rodolfo Valenti e l'uruguaiano Mauricio Aguiar. Dal mercato estero arrivano il play con passaporto bulgaro E.J. Rowland, proveniente dal Telekom Baskets Bonn e l'ala panamense Gary Forbes, in arrivo dalla squadra venezuelana dei Trotamundos de Carabobo. Sul mercato italiano vengono acquistati il centro greco Vaggelīs Sklavos, reduce da una buona stagione con la Solsonica Rieti e la guardia Matteo Formenti, dalla Junior Casale Monferrato. Arriva poi una coppia di giocatori da Teramo: l'ala-centro statunitense Brandon Brown, protagonista di una stagione strepitosa in maglia Banca Tercas e il play italiano Alessandro Piazza. Fa parte del roster anche Andrea Conti, di ritorno al Gruppo Triboldi dopo l'esperienza alla Juvi.
L'esordio assoluto in massima serie è subito mozzafiato: la Vanoli Cremona gioca la prima partita della sua storia in Serie A l'11 ottobre 2009 a Roma contro una delle big del campionato italiano, la Lottomatica Roma. Brown sigla i primi punti della Vanoli in Serie A e Cremona dopo il primo quarto è avanti di tre. A metà partita però Roma è già avanti di sette e il punteggio finale premia i capitolini per 94-79. L'esordio casalingo avviene una settimana più tardi in un PalaRadi stracolmo contro un altro mostro sacro della pallacanestro italiana, Cantù. La partita si conclude con una beffa: dopo essere stata avanti di 17 punti, la Vanoli si fa rimontare e Cantù forza il tempo supplementare che si conclude con un canestro sulla sirena di Jerry Green per il finale di 103-104 in favore dei brianzoli. La prima vittoria in Serie A arriva una settimana dopo sul campo della Carife Ferrara per 82-91. Il primo successo casalingo è datato 15 novembre 2009 con la netta vittoria per 95-73 sulla Benetton Treviso. Dopo la vittoria contro la Sigma Coatings Montegranaro, la Vanoli incappa in una serie negativa di otto sconfitte in nove partite, culminata con la batosta subita al PalaPianella contro Cantù che porta all'esonero di Cioppi. Al suo posto viene chiamato Attilio Caja. Si interviene anche sul roster: Forbes e Valenti vengono rilasciati e arrivano l'ala piccola statunitense Rashad Anderson e l'ala grande slovena Marko Milič. La prima partita di Caja è subito caldissima: scontro salvezza casalingo con Ferrara. Al termine di una partita equilibrata, la Carife vince di un punto a causa di uno sciagurato fallo di Formenti su Luke Jackson a meno di un secondo dal termine. La Vanoli mantiene lo scontro diretto favorevole a causa del +9 dell'andata, ma viene agganciata dalla stessa Ferrara in terzultima posizione. Nella partita seguente, sempre in casa contro Biella, Milič fa il suo esordio e la Vanoli torna alla vittoria. Sotto la gestione Caja, i risultati migliorano e la Vanoli inizia ad ingranare, guidata sotto le plance da Milič e sugli esterni da Rowland e Bell. Il Gruppo Triboldi ottiene due vittorie esterne fondamentali, prima al PalaVerde di Treviso contro la Benetton e poi alla Unipol Arena di Casalecchio contro la Virtus. Nel frattempo viene estromessa dal campionato la Martos Napoli, ex Solsonica Rieti e vengono cancellati tutti i risultati di questa squadra, compreso il 145-48 che gli infligge a domicilio la Vanoli in una gara "farsa". Si arriva così al due maggio alla sfida decisiva contro la Banca Tercas Teramo: la Vanoli vince 91-80 guidata dai 26 punti di Milič. È salvezza quasi aritmetica. Dopo la penultima giornata, la Vanoli ha 18 punti come Ferrara e Biella, che però si sfideranno in un drammatico scontro diretto all'ultima giornata per decidere la retrocessione. La Vanoli ha gli scontri diretti favorevoli contro Ferrara mentre è in perfetta parità con Biella. Se Biella batte Ferrara, Cremona è salva in ogni caso; se Ferrara batte Biella, ai cremonesi basta perdere con uno scarto minore di 21 punti per essere matematicamente salvi. Al PalaRadi arriva l'Air Avellino che deve vincere per entrare in zona playoff. Dopo un inizio balbettante, la Vanoli guidata dai soliti Rowland, Bell e Milič si riprende e batte l'Air 81-76. È salvezza e il PalaRadi esplode di gioia. La Vanoli conclude il suo primo campionato di Serie A al 13º posto con 10 vittorie e 18 sconfitte.

## Mercato
| Arrivi | Arrivi            | Arrivi                               | Arrivi     |
| R      | Nome              | da                                   | Modalità   |
| ------ | ----------------- | ------------------------------------ | ---------- |
| P      | E.J. Rowland      | Telekom Bonn                         | definitivo |
| AC     | Brandon Brown     | Teramo Basket                        | definitivo |
| G      | Matteo Formenti   | Junior Casale                        | definitivo |
| P      | Alessandro Piazza | Fortitudo Bologna                    | definitivo |
| AG     | Vaggelīs Sklavos  | Nuova A.M.G. Sebastiani Basket Rieti | definitivo |
| A      | Gary Forbes       | Trotamundos                          | definitivo |
| AG     | Andrea Conti      | JuVi Cremona                         | definitivo |

| Partenze | Partenze        | Partenze          | Partenze       |
| R        | Nome            | a                 | Modalità       |
| -------- | --------------- | ----------------- | -------------- |
| AC       | Quadre Lollis   | BSG Ludwigsburg   | fine contratto |
| P        | Rudy Mbemba     | Peristeri         | fine contratto |
| P        | Luca Bernardi   |                   | fine contratto |
| C        | Francesco Basei | Jesi Academy      | fine contratto |
| PG       | Ariel Filloy    | Olimpia Milano    | fine prestito  |
| PG       | Matteo Rossetti | Brescia           | fine contratto |
| A        | Silvio Gigena   | Fortitudo Bologna | fine contratto |

## Risultati

### Serie A

#### Regular season

##### Girone di andata
| Roma 11 ottobre 2009, ore 18:00 UTC+2 1ª giornata | Virtus Roma | 94 – 79 | Vanoli Cremona | PalaLottomatica |

| Cremona 18 ottobre 2009, ore 18:15 UTC+2 2ª giornata | Vanoli Cremona | 103 – 104 (d.1t.s.) | Pall. Cantù | PalaRadi |

| Ferrara 25 ottobre 2009, ore 18:15 UTC+2 3ª giornata | B.C. Ferrara | 82 – 91 | Vanoli Cremona | PalaSegest |

| Biella 1º novembre 2009, ore 18:15 UTC+1 4ª giornata | Pall. Biella | 89 – 82 | Vanoli Cremona | Biella Forum |

| Cremona 15 novembre 2009, ore 18:15 UTC+1 6ª giornata | Vanoli Cremona | 95 – 73 | Pall. Treviso | PalaRadi |

| Castel Morrone 22 novembre 2009, ore 18:15 UTC+1 7ª giornata | Juvecaserta | 97 – 74 | Vanoli Cremona | PalaMaggiò |

| Cremona 28 novembre 2009, ore 19:45 UTC+1 8ª giornata | Vanoli Cremona | 90 – 69 | Sutor Montegranaro | PalaRadi |

| Pesaro 6 dicembre 2009, ore 18:15 UTC+1 9ª giornata | V.L. Pesaro | 101 – 94 | Vanoli Cremona | Adriatic Arena |

| Cremona 13 dicembre 2009, ore 18:15 UTC+1 10ª giornata | Vanoli Cremona | 72 – 92 | Mens Sana Siena | PalaRadi |

| Milano 20 dicembre 2009, ore 18:15 UTC+1 11ª giornata | Olimpia Milano | 80 – 72 | Vanoli Cremona | PalaLido |

| Cremona 3 gennaio 2010, ore 16:00 UTC+1 12ª giornata | Vanoli Cremona | 69 – 74 | Virtus Bologna | PalaRadi |

| Teramo 10 gennaio 2010, ore 18:15 UTC+1 13ª giornata | Teramo Basket | 85 – 74 | Vanoli Cremona | PalaScapriano |

| Cremona 16 gennaio 2010, ore 20:00 UTC+1 14ª giornata | Vanoli Cremona | 78 – 71 | Pall. Varese | PalaRadi |

| Avellino 24 gennaio 2010, ore 18:15 UTC+1 15ª giornata | Scandone Avellino | 71 – 63 | Vanoli Cremona | PalaDelMauro |

##### Girone di ritorno
| Cremona 31 gennaio 2010, ore 18:15 UTC+1 1ª giornata | Vanoli Cremona | 75 – 79 | Virtus Roma | PalaRadi |

| Cucciago 7 febbraio 2010, ore 18:15 UTC+1 2ª giornata | Pall. Cantù | 89 – 68 | Vanoli Cremona | PalaPianella |

| Cremona 13 febbraio 2010, ore 20:30 UTC+1 3ª giornata | Vanoli Cremona | 82 – 83 | B.C. Ferrara | PalaRadi |

| Cremona 28 febbraio 2010, ore 18:15 UTC+1 4ª giornata | Vanoli Cremona | 75 – 68 | Pall. Biella | PalaRadi |

| Treviso 14 marzo 2010, ore 18:15 UTC+1 6ª giornata | Pall. Treviso | 70 – 72 | Vanoli Cremona | PalaVerde |

| Cremona 21 marzo 2010, ore 12:00 UTC+1 7ª giornata | Vanoli Cremona | 85 – 87 | Juvecaserta | PalaRadi |

| Porto San Giorgio 28 marzo 2010, ore 18:15 UTC+2 8ª giornata | Sutor Montegranaro | 91 – 72 | Vanoli Cremona | PalaSavelli |

| Cremona 3 aprile 2010, ore 20:30 UTC+2 9ª giornata | Vanoli Cremona | 98 – 94 (d.2t.s.) | V.L. Pesaro | PalaRadi |

| Siena 11 aprile 2010, ore 18:15 UTC+2 10ª giornata | Mens Sana Siena | 83 – 70 | Vanoli Cremona | PalaEstra |

| Cremona 18 aprile 2010, ore 12:00 UTC+2 11ª giornata | Vanoli Cremona | 78 – 81 | Olimpia Milano | PalaRadi |

| Bologna 25 aprile 2010, ore 18:15 UTC+2 12ª giornata | Virtus Bologna | 65 – 68 | Vanoli Cremona | Unipol Arena |

| Cremona 2 maggio 2010, ore 18:15 UTC+2 13ª giornata | Vanoli Cremona | 91 – 80 | Teramo Basket | PalaRadi |

| Varese 8 maggio 2010, ore 20:30 UTC+2 14ª giornata | Pall. Varese | 98 – 78 | Vanoli Cremona | PalaWhirlpool |

| Cremona 16 maggio 2010, ore 18:15 UTC+2 15ª giornata | Vanoli Cremona | 81 – 76 | Scandone Avellino | PalaRadi |

## Statistiche

### Statistiche di squadra
| Competizione | Punti | In casa | In casa | In casa | In casa | In casa | In trasferta | In trasferta | In trasferta | In trasferta | In trasferta | Totale | Totale | Totale | Totale | Totale | Totale |
| Competizione | Punti | G       | V       | P       | PF      | PS      | G            | V            | P            | PF           | PS           | G      | V      | P      | PF     | PS     | DIF    |
| ------------ | ----- | ------- | ------- | ------- | ------- | ------- | ------------ | ------------ | ------------ | ------------ | ------------ | ------ | ------ | ------ | ------ | ------ | ------ |
| Serie A      | 20    | 14      | 7       | 7       | 1172    | 1131    | 14           | 3            | 11           | 1057         | 1195         | 28     | 10     | 18     | 2229   | 2326   | -97    |
| Totale       | 20    | 14      | 7       | 7       | 1172    | 1131    | 14           | 3            | 11           | 1057         | 1195         | 28     | 10     | 18     | 2229   | 2326   | -97    |

### Andamento in campionato
| Giornata  | 1  | 2  | 3  | 4  | 5  | 6  | 7  | 8  | 9  | 10 | 11 | 12 | 13 | 14 | 15 | 16 | 17 | 18 | 19 | 20 | 21 | 22 | 23 | 24 | 25 | 26 | 27 | 28 | 29 | 30 |
| --------- | -- | -- | -- | -- | -- | -- | -- | -- | -- | -- | -- | -- | -- | -- | -- | -- | -- | -- | -- | -- | -- | -- | -- | -- | -- | -- | -- | -- | -- | -- |
| Luogo     | T  | C  | T  | T  | R  | C  | T  | C  | T  | C  | T  | C  | T  | C  | T  | C  | T  | C  | C  | R  | T  | C  | T  | C  | T  | C  | T  | C  | T  | C  |
| Risultato | P  | P  | V  | P  |    | V  | P  | V  | P  | P  | P  | P  | P  | V  | P  | P  | P  | P  | V  |    | V  | P  | P  | V  | P  | P  | V  | V  | P  | V  |
| Posizione | 14 | 13 | 10 | 10 | 10 | 10 | 11 | 11 | 12 | 11 | 12 | 13 | 14 | 13 | 14 | 14 | 14 | 14 | 14 | 14 | 14 | 14 | 14 | 14 | 14 | 14 | 14 | 12 | 14 | 13 |

Fonte:  Classifica Serie A, su web.legabasket.it, Lega Basket (archiviato dall'url originale il 2 aprile 2015).
Legenda:

Luogo: C = Casa; T = Trasferta. Risultato: V = Vittoria; N = Pareggio; P = Sconfitta.

### Statistiche dei giocatori
| Giocatore    | Serie A | Serie A | Serie A | Serie A |
| Giocatore    | PG      | PTI     | AST     | RIM     |
| ------------ | ------- | ------- | ------- | ------- |
| R. Anderson  | 13      | 167     | 9       | 43      |
| M. Aguiar    | 26      | 154     | 12      | 45      |
| T. Bell      | 28      | 429     | 54      | 136     |
| A. Bencaster | 4       | 0       | 0       | 1       |
| B. Brown     | 28      | 235     | 26      | 165     |
| A. Conti     | 1       | 0       | 0       | 0       |
| G. Forbes    | 14      | 179     | 11      | 62      |
| M. Formenti  | 28      | 165     | 14      | 24      |
| M. Milič     | 11      | 145     | 17      | 75      |
| A. Piazza    | 21      | 16      | 14      | 10      |
| E. Rowland   | 28      | 398     | 107     | 123     |
| V. Sklavos   | 24      | 143     | 11      | 46      |
| R. Valenti   | 11      | 25      | 1       | 12      |